# Changes (glasbena skupina)
Changes je ameriška neofolk glasbena skupina, ki sta jo leta 1969 ustanovila Robert N. Taylor in Nicholas Tesluk. Changes so skozi tri obdobja menjali člane in stile vse do današnjega neofolk žanra. 

## Začetki
Robert Nicholas Taylor bolj znan kot Robert N. Taylor je ameriški glasbenik, umetnik, germanski neopogan, pisatelj in politični aktivist, ki ima dva glasbena projekta, Changes in Soul Of Steel.
Changes so začeli 1969 leta v Chicagu. Po nekaj letih igranja občasno tudi z drugmi člani, so skupino 1977 po Teslukovi poroki razpustili. 

## Sodobni Changes (1994-sedanjost)
Leta 1994 je Michael Moynihan pokazal interes za obuditev in snemanje demo posnetkov skupine, kar so nekoč posneli. Tako so po 18. Letih skupino ponovno oživili. 
1995 so Changes prvič posneli 2 pesmi na plošči Fire Of Life pri Moynihanovi založbi Storm Records in pri nemški založbi Cthuhlu Records. Leto kasneje je sledil istoimenski CD z 11 pesmimi. Leta 1998 so Changes posneli naslednji CS Legends, ki vsebinsko temelji na različnih evropskih povedkah.
2004 so Changes nastopili na festivalu Flammenzauber v Heldrungenu v Nemčiji. Posnetek je kasneje izšel kot dvoji LP pod imenom Hero Takes HIS Stand. Novembra 205 so Changes igrali v šestih mestih petih evropskih držav na njihovi turneji The Men Among the Ruins Tour. Del skupne turneje skupini Changes in Allerseelen v Rusiji novembra 2005 je bila tudi izdaja skupnega CDja pri založbi Indiestate v Moskvi.
Plošča A Ripple in Time je bila izdana 2006. Na njej je posnetih več pesmi, ki sta jih Robert in Nicholas skupaj napisala v šestdesetih in sedemdesetih letih, ki pa niso bile nikoli posnete. 
Peti studijski album Changes z naslovom “Lament” je bil izdan 2010. 

## Diskografija

### Albumi
| Leto | Naslov               | Format, Opombe                            |
| ---- | -------------------- | ----------------------------------------- |
| 1995 | Fire Of Life         | 7", 2 tracks.                             |
| 1996 | Fire Of Life         | CD, full album.                           |
| 1998 | Legends              | CD                                        |
| 2001 | Fire Of Life         | CD, LP                                    |
| 2001 | Orphan In The Storm  | CD, LP                                    |
| 2001 | Time                 | 10"                                       |
| 2004 | Hero Takes His Stand | 2xLP, live at the Flammenzauber festival. |
| 2005 | Twilight             | 7"                                        |
| 2005 | Untitled             | CD, split with Andrew King.               |
| 2006 | Men Among the Ruins  | CD, split with Allerseelen                |
| 2006 | A Ripple in Time     | LP                                        |
| 2007 | Legends              | LP                                        |
| 2010 | Lament               | CD                                        |